# Túmulos republicanos na Via Statilia
Túmulos republicanos na Via Statilia são vários túmulos romanos localizados no cruzamento da Via Statilia com a Via di Santa Croce in Gerusalemme, no rione Esquilino de Roma. 

## História
Na Antiguidade, vários túmulos ocupavam o espaço entre a via e o Aqueduto de Nero e quatro deles foram descobertos quando a Via di Santa Croce in Gerusalemme foi alargada em 1916. Eles ficavam ao longo da Via Celimontana, uma estrada que levava da Muralha Serviana até a Porta Maggiore atravessando o monte Célio e, portanto, quando foram construídas, elas todas estavam do lado de fora da cidade e cumprindo a lei romana que proibia sepultamentos no pomério.
No canto nordeste está o túmulo de um certo Públio Quíncio (em latim: Publius Quinctius), conhecido como Sepolcro dei Quinzi a Via Statilia: uma inscrição indica que ele, sua esposa e, notavelmente, a sua amante, chamada Agatea, estão enterrados ali. Do lado dele está um túmulo compartilhado por quatro famílias de libertos. Os nomes das gentes eram Clódia, Márcia, Ânia e Aneia. Conhecido como Sepolcro Gemino, está decorado com vários bustos ainda in situ (reproduções; os originais estão no Museu Nacional Romano na Centrale Montemartini) mostram vários membros dessas famílias. Um terceiro túmulo arqueado não está identificado e, finalmente, o último pertencia a um certo Aulo Cesônio (em latim: Aulus Caesonius) e é conhecido como Sepolcro dei Cesoni.